# Akçakale (district)
Akçakale is een Turks district in de provincie Şanlıurfa en telt 76.800 inwoners (2007). De hoofdplaats is de gelijknamige stad Akçakale. Het district heeft een oppervlakte van 690,9 km².
De bevolkingsontwikkeling van het district is weergegeven in onderstaande tabel.
| 1997   | 2000   | 2007   |
| ------ | ------ | ------ |
| 62.931 | 77.261 | 76.800 |

## Plaatsen in het district
Het district kent 1 gemeente (belde), Şehitnusretbey en vele plaatsen (köy):

Acıkuyu • Akbilek • Akçaköy • Akçalı • Akdiken • Akkeçi • Aksahrınç • Alatlar • Alıncak • Arıcan • Aşağıbeğdeş • Aşağıçinpolat • Aşağıderen • Ayranlı • Ayyıldız • Baykuş • Bilece • Bolatlar • Boybeyi • Buket • Bulutlu • Büyücek • Büyüknaneli • Büyüktaş • Büyüktokaç • Çakırlar • Cevher • Deniz • Dibek • Donandı • Dorumali • Düzce • Edebey • Eke • Ekinyazı • Erdemler • Erecek • Geçittepe • Gölbaşı • Gülveren • Gündaş • Güneren • Güvenç • Hacıekber • Haktanır • İkizce • İncedere • Karatepe • Keçili • Kepezli • Kılıçlı • Kırmıtlı • Koruklu • Köseören • Kurudere • Mermer • Milköy • Narlıova • Nimet • Ohali • Öncül • Onortak • Ortaören • Pekmezli • Sakça • Salihler • Şanlı • Sevimli • Sınırgören • Tatlıca • Topçu • Uğraklı • Uğurhan • Uğurtaş • Vize • Yağmuralan • Yazlıca • Yediyol • Yeşerti • Yukarıbeğdeş • Yukarıçinpolat • Yukarıderen • Yusufbey • Zenginova • Zorlu